# Daphoeninae
Sous-famille
Les Daphoeninae sont une sous-famille fossile de chien-ours, dont les espèces ont habité l'Amérique du Nord, il y a entre 42 et 15,97 millions d'années.

## Liste des genres
- genre Adilophontes Hunt, Jr., 2002 †
- genre Brachyrhyncocyon †
- genre Daphoenictis Hunt, Jr., 1974 †
- genre Daphoenodon Peterson, 1909 †
- genre Daphoenus Leidy, 1853 †